# Jardin botanique de Foncaude
Le Jardin botanique de Foncaude est un jardin botanique de sept hectares sur la commune de Feuilla dans le département de l'Aude et la région Occitanie, en France.
Créé à partir de parcours botaniques dans les Corbières en 1991, le jardin compte, une vingtaine d'années plus tard, quelque 2 000 espèces de plantes. Il est composé de trois parties :
- l'arboretum avec 2 000 arbres et arbustes (dont 200 palmiers), appartenant à 300 espèces de conifères et de feuillus ;
- la zone méditerranéenne, avec 340 espèces sauvages ou introduites ;
- les rocailles à Cactées et Succulentes, avec plus de 8 000 plantes appartenant à 1 300 espèces différentes. La collection d'agaves qui compte plus de 270 espèces est agréée par le Conservatoire des collections végétales spécialisées ; c'est l'une des plus importantes de France.